# Veliko Selo (miasto Pirot)
Veliko Selo (cyr. Велико Село) – wieś w Serbii, w okręgu pirockim, w mieście Pirot. W 2011 roku liczyła 277 mieszkańców.